# For the Fallen Dreams
For the Fallen Dreams (або скорочено — FTFD) — американський металкор-гурт з Лансінгу, штат Мічиган, створений у 2003 році. Гурт спочатку підписав контракт з Rise Records, але в 2012 році випустив один альбом на Artery Recordings. Після виходу тодішнього вокаліста Ділана Ріхтера та повернення вокаліста Чада Руліга у 2013 році гурт знову почав продюсувати музику під Rise Records до 2022 року.
Вони випустили три демо (їх перше було в жанрі дезкору), однойменний мініальбом та сім повноформатних альбомів: Changes (2008), Relentless (2009), Back Burner (2011), Wasted Youth (2012), Heavy Hearts (2014), Six (2018) і For the Fallen Dreams (2023). Альбом Relentless посів 29 місце в чарті Billboard Top Heatseekers. Ще три альбоми потрапили до топ-10 Billboard Top Heatseekers.
Гурт мав складну історію учасників. Багато учасників гурту були друзями гурту, які тимчасово заповнювали місця. Помітні колишні учасники, виходячи з тривалості участі та ролі, включають Джо Елліса, Ендрю Ткачика, Ділана Ріхтера, Навіда Нагді та Брендона Стастні. Джим Гокінг — єдиний учасник оригінального складу, який залишився в гурті.

## Історія

### Заснування та перші роки (2003–2006)
Джим Гокінг (гітара), Ендрю Ткачик (барабани), Аарон Лонг (вокал), Кріс Кролл (ритм-гітара) і Кріс Еш (бас) створили For the Fallen Dreams у 2003 році. У той час як Лонг, Крол і Еш лише ненадовго залишалися в гурті, Гокінг і Ткачик спостерігали, як учасники приходили та йшли (включно з Чадом Рулігом на басі) протягом перших двох років існування гурту, що склало 10 учасників.

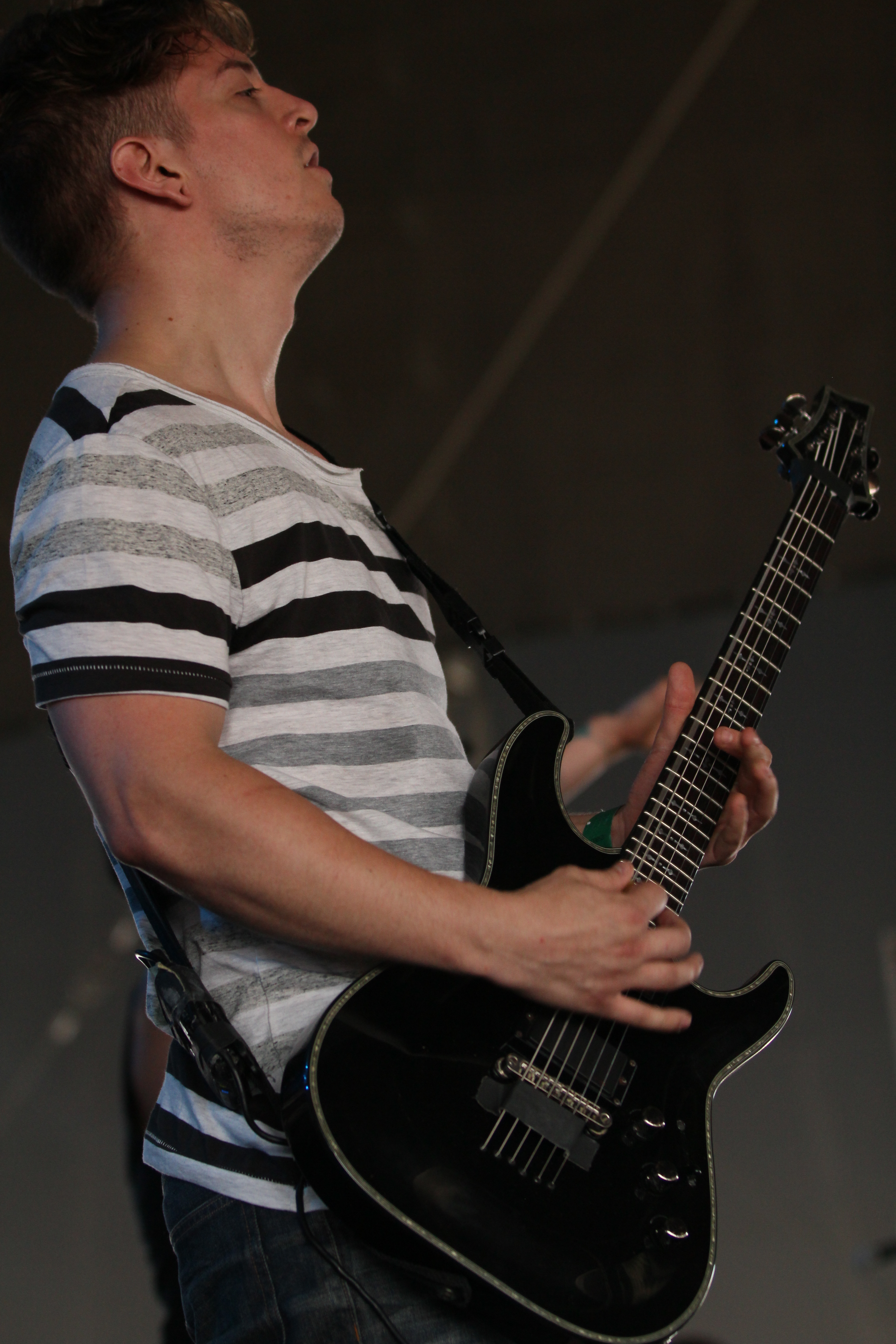
Джим Гокінг

### Changesта вихід Руліга (2007–2009)
На початку 2006 року гурт додав Чеда Руліга як вокаліста та продюсував альбом Changes, який вийшов у 2008 році після того, як учасники Маркус Морган (ритм-гітара) та Скотт Грін (бас) також покинули гурт.
8 січня 2008 року гурт випустив свій перший повноформатний студійний альбом під назвою Changes.
У січні FTFD і Cassius, гурт, який підписав контракт з Lifeforce Records, запланували тур, який пройде по сімнадцяти штатам, починаючи і закінчуючи в Мічигані.
FTFD виступав у The Modern Exchange у Саутгейті, штат Мічиган, 30 липня 2008 року з гуртами I Am Abomination та A Day to Remember.

### Прихід Ріхтера,Relentlessі вихід Елліса (2009–2010)
Чад Руліг покинув For the Fallen Dreams у 2008 році, того самого року, коли вони випустили свій високо оцінений альбом Changes. Після короткої роботи в магазині Hot Topic у Сагіно, він почав працювати над матеріалом для гурту Legend, який випустив свій перший альбом Valediction у 2010 році. Руліг заявив, що вихід був взаємним і що він і гурт бажали один одному всього найкращого. Після виходу Руліга гурт швидко привітав Ділана Ріхтера як нового головного вокаліста. Ділан Ріхтер був лідером гурту From Under the Gallows до участі в FTFD.
21 липня 2009 року вийшов альбом Relentless. Він посів 29 місце в списку Billboard Top Heatseekers.
Вокаліст Джеремі Маккіннон з A Day to Remember був представлений у пісні "Nightmares".
FTFD гастролював з A Day to Remember і Azriel у Великобританії та Німеччині 2009 Tour у лютому та березні 2009 року.
Тур Thrash & Burn у серпні 2009 року включав FTFD, а також Devildriver, Emmure, MyChildren MyBride, Veil of Maya, Oceano, Periphery тощо.
Вони виступали з Azriel та Confession у The Cockpit у Лідсі, Великобританія, у березні 2010 року.
У 2009 році пішов Кріс Кейн (ритм-гітарист) і прийшов Калан Блем. 2010 року басист Джо Елліс, учасник з 2007 року, також покинув гурт, залишивши вакантне місце, яке заповнювали і звільняли двоє учасників того ж року.

### Вихід Ткачика,Back Burnerі прихід Стастни (2011–2012)
24 травня 2011 For the Fallen Dreams випустили альбом Back Burner. Гурт зняв два кліпи на пісні «The Big Empty» і «Let Go».
У березні та квітні 2011 року For the Fallen Dreams виступали в турі Sick Tour з Chelsea Grin, Attila, Chunk! No, Captain Chunk!, Vanna, Volumes і The Crimson Armada в обрані дати.
У 2011 році засновник Ендрю Ткачик покинув гурт і приєднався до The Ghost Inside. Ткачик залишався повністю відсторонений від гурту до 2013 року, коли повернувся Чад Руліг. Після повернення Руліга Ткачик знову приєднався до FTFD, працюючи над композицію та написанням пісень. Джордан Макферсон, басист і бек-вокаліст, і Арван Сараті, ударні/перкусія, також приєдналися до гурту та залишили його в 2011 році.

### Wasted Youthand вихід Блема (2012–2013)
17 липня 2012 року гурт випустив альбом Wasted Youth.
За місяць до релізу вийшов кліп на пісню «Resolvent Feelings». «Resolvent Feelings» була єдиною піснею в альбомі, на яку було знято відео.
FTFD був учасником 14-го щорічного фестивалю металу та хардкору у Вустері, штат Массачусетс, у квітні. За 3 дні в афіші було 77 гуртів. FTFD грали третього дня на одній сцені з Killswitch Engage, Vanna, Every Time I Die, For Today, Chelsea Grin, Stick to Your Guns, Attila, MyChildren MyBride, Texas in July, Betraying the Martyrs, Like Moths to Flames, Volumes, Hundredth, No Bragging Rights, The Air I Breathe та іншими.
Гурт відвідав фестиваль Slam Dunk South у Гетфілді, Англія, у травні, граючи разом із Taking Back Sunday, Motion City Soundtrack, Architects, Mayday Parade, Cancer Bats, Every Time I Die, Lower Than Atlantis, Funeral for a Friend, Upon a Burning Body, Of Mice & Men, I See Stars тощо. 
FTFD виступав на фестивалі скейту і серфінгу в Джексоні, Нью-Джерсі в травні. У списку гуртів були A Day to Remember, Gideon, Breathe Carolina, Crown the Empire, Escape the Fate, Of Mice & Men, Dangerkids, For All Those Sleeping, Issues, Miss May I, Hundredth тощо.
У серпні 2012 року вони приєдналися до туру All Star, який включав гурти Suicide Silence, The Word Alive, I See Stars, A Skylit Drive, Winds of Plague, Stick to Your Guns, Attila, Stray from the Path, Make Me Famous, Betraying the Martyrs, Obey the Brave, Ice Nine Kills і Dance Gavin Dance та Unearth у вибрані дати.
У 2013 році Калан Блем покинув For the Fallen Dreams і приєднався до Attila як новий басист і бек-вокаліст. Блем був останнім постійним ритм-гітаристом у списку гурту. Ділан Шиппі приєднався до FTFD як новий перкусіоніст, зайнявши місце, яке Арван Сараті звільнив наприкінці 2011 року.

### Вихід Ріхтера і повернення Руліга (2013–2014)
У 2013 році Ріхтер вирішив розійтись з For the Fallen Dreams після того, як став вокалістом трьох повноформатних альбомів Relentless (2009), Back Burner (2011) і Wasted Youth (2012). Ріхтер посилався на свою потребу в змінах і розстановці пріоритетів, а також на те, що домашнє життя стало причиною виходу з For the Fallen Dreams.
Знаючи про можливий вихід Ріхтера, For the Fallen Dreams зв’язався з Чадом Рулігом, щоб дізнатися, чи буде він зацікавлений у поверненні. В інтерв'ю 23 травня 2013 року Руліг заявив, що його повернення здавалося логічним вибором через його стосунки з гуртом і потребу гурту залишатися справжніми у своєму звучанні. Руліг також заявив, що його вразила робота Ріхтера над Relentless і Back Burner і що, попри його відсутність, ці альбоми були вірними музичному стилю For the Fallen Dreams.

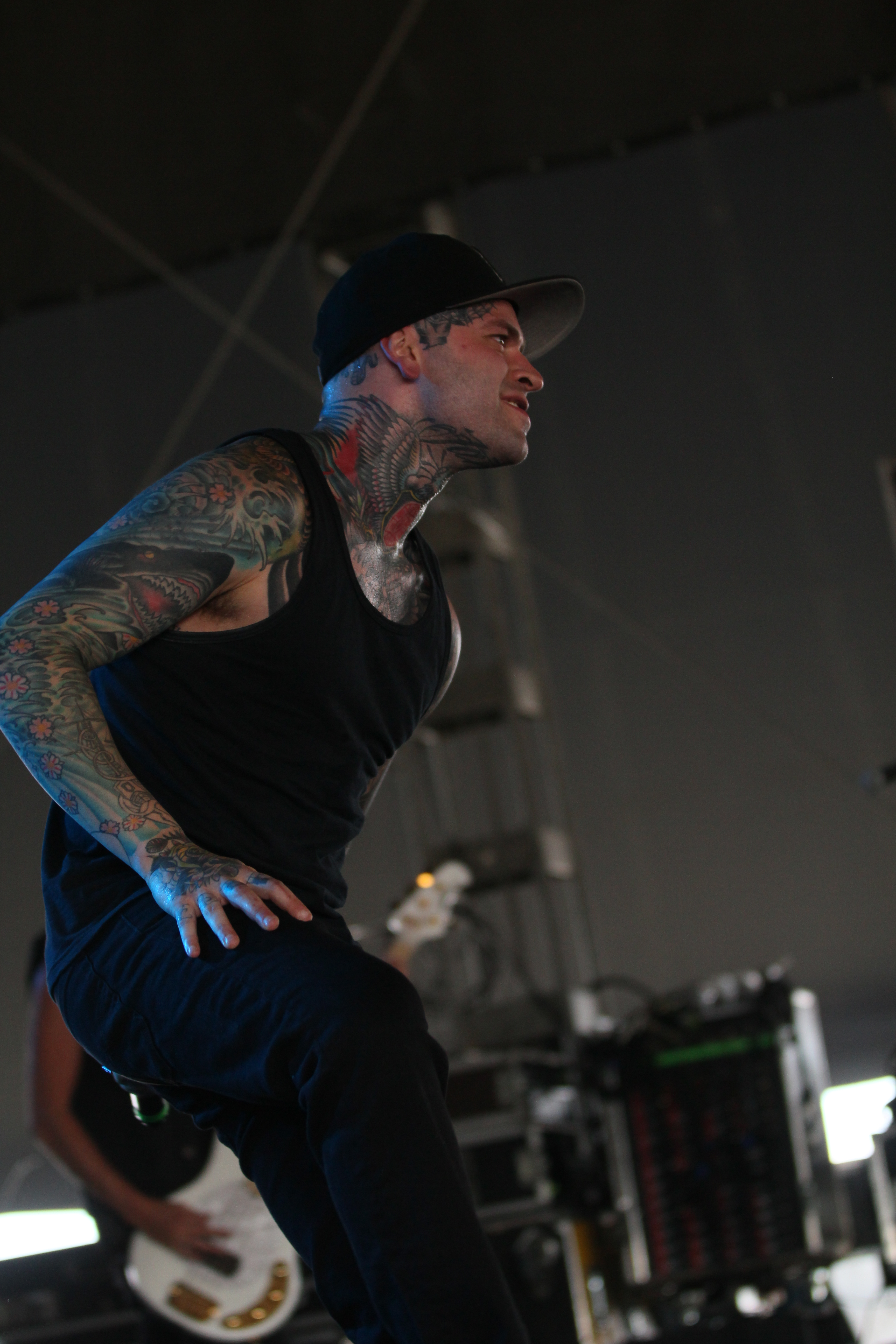
Чад Руліг

Wasted Youth вийшов менше ніж за шість місяців до виходу Ділана Ріхтера, і гурт не мав наміру дозволити втраті учасника уповільнити їхній прогрес, адже історія For the Fallen Dreams рясніла тимчасовими учасниками.
FTFD планували відвідати тур Boys of Summer в Австралії в січні 2013 року, але скасували його через непередбачені обставини.
Сингл «Substance» вийшов у травні 2013 року. Сингл ознаменував повернення Руліга і показав шанувальникам стиль музики, який вони повинні очікувати для свого наступного альбому.
У квітні, виступаючи в турне з Abandon All Ships і Dream on, Dreamer у Європі та Великобританії, гурт оголосив про свій власний хедлайнерський тур, який включав 27 виступів у період з травня по червень. Upon this Dawning, Hundredth, Gideon, To the Wind і Wolves at the Gate також підписалися на тур.
FTFD оголосили, що вони повернуться до Австралії у вересні 2013 року, щоб відвідати дати туру з The Plot in You, Storm the Sky і Fit for a King. Їм довелося скасувати участь через травми, які Руліг отримав внаслідок аварії на мотоциклі. Рулігу потрібен був інвалідний візок щонайменше на два місяці, і йому сказали, що йому може знадобитися операція на нозі.
У жовтні та листопаді FTFD виступав на підтримку хедлайнерського туру Senses Fail. У цей час гурт почав грати сингли зі свого наступного альбому Heavy Hearts, готуючись до його релізу в 2014 році.
Наприкінці 2013 року перкусіоніст Ділан Шіппі покинув For the Fallen Dreams, а на місце Шіппі заступив Навід Нагді.

### Heavy Heartsта вихід Нагді (2014–2017)
Альбом Heavy Hearts вийшов 4 квітня 2014 року і став п’ятим студійним альбомом гурту.
8 вересня 2014 року AltPress повідомляли, що гурт випустив кліп на пісню «Bombay».

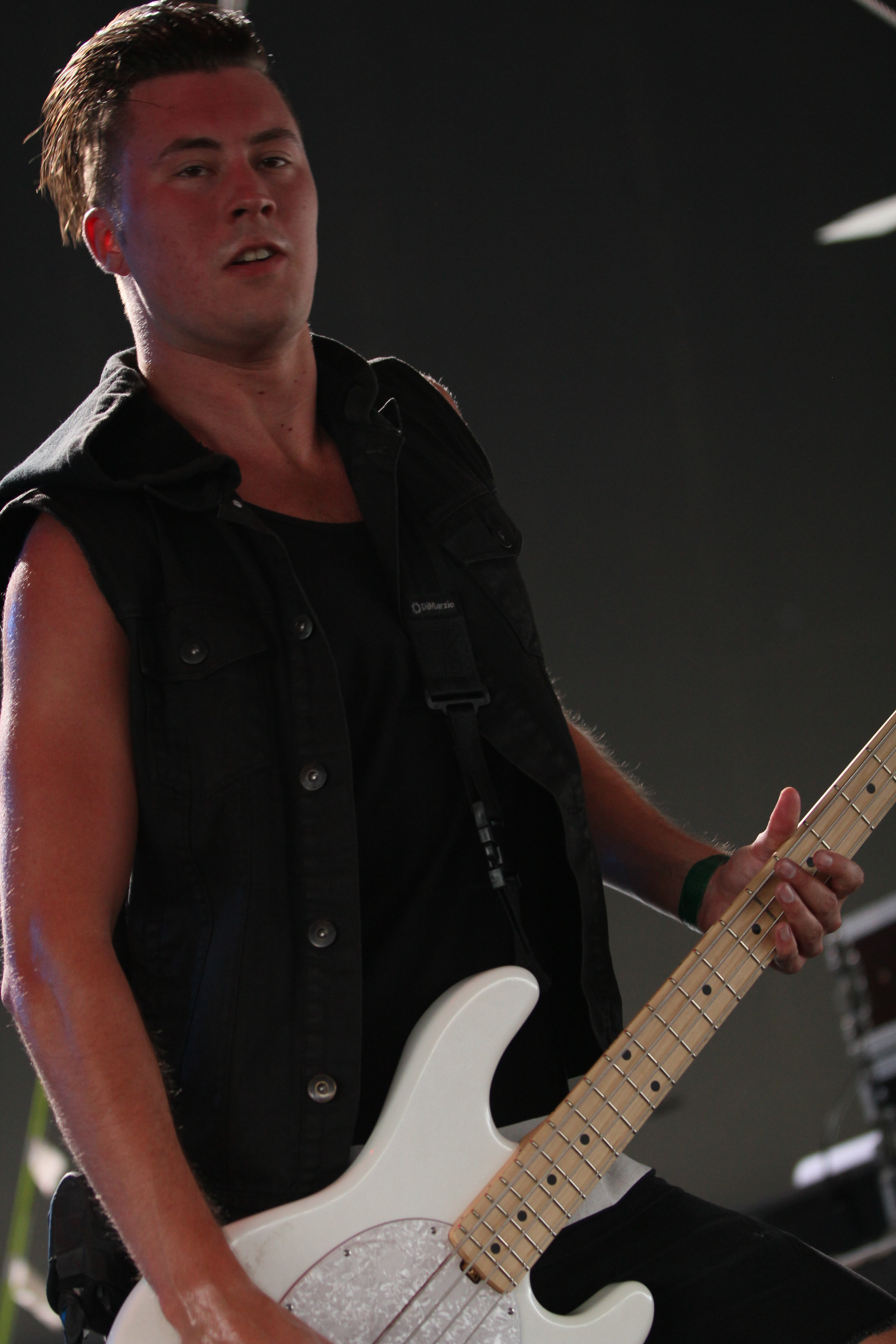
Брендон Стастні

5 червня 2014 року гурт виступав з Obey the Brave, I the Breather, Sylar і Reflections на The Masquerade в Атланті, штат Джорджія. 17 липня 2014 року гурт відвідав Камден, Лондон, і виступив в The Underworld. Також For the Fallen Dreams були хедлайнерами у турі The Amity Affliction Don't Lean On Me Tour і Let the Ocean Take Me Tour з вересня по жовтень 2014 року.
15 березня 2015 року For the Fallen Dreams виступили з Norma Jean, Silent Planet і Sirens and Sailors.
13 серпня 2016 року вони виступили з Bury Your Dead, Hatebreed, Walls of Jericho, Attila та Born of Osiris на The Crofoot Parking Lot у Понтіаку, Мічіган.
У 2017 році гурт приєднався до Southbound Tour із Silverstein і The Word Alive і двічі виступив у The Wire у Бервіні, штат Іллінойс, один раз із Famous Last Words.
У 2015 році Shed my Skin взяв інтерв’ю у Чеда та Джима, де вони згадали, як вантажівка врізалася в їхній трейлер під час туру роком раніше. Джим пригадує, як виліз із фургона після того, як його розбудила аварія, і Чед сказав йому, що вантажівка врізалася в трейлер і застрягла в ньому. На подив Джима, Чед не перебільшував, вантажівка повністю застрягла в трейлері гурту розміром 7 на 14 футів. На щастя, єдиними втратами від аварії стали бас-барабан, багато товарів і різні речі. У тому ж інтерв’ю Джим і Чед описали, як кожен гурт стикається з такими проблемами, як крадіжки та дорожні аварії, і що вони сподіваються, що ця аварія стане останньою невдачею принаймні на шість місяців. У тому ж році, що й це інтерв’ю, колишній учасник і нинішній автор пісень FTFD Ендрю Ткачик та інші учасники The Ghost Inside також потрапили в дорожню пригоду у своєму гастрольному мікроавтобусі. Внаслідок аварії Ткачик втратив праву ногу.

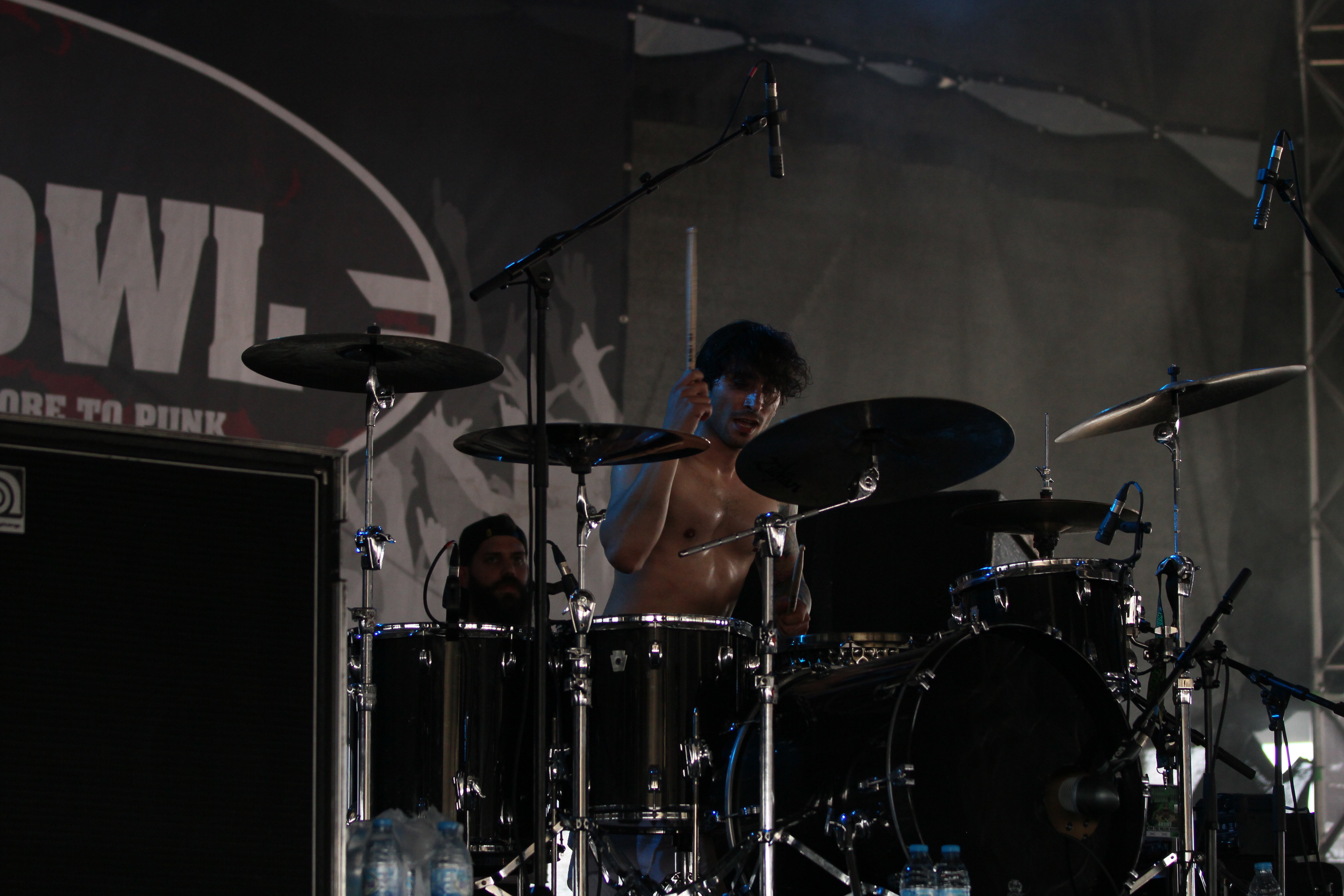
Навід Нагді

Навід Нагді оголосив про свій вихід із For The Fallen Dreams 2 червня 2016 року через свій акаунт в Instagram. Він був ударним техніком для Suicide Silence і теперішнім барабанщиком для Asking Alexandria.  

### Sixі вихід Стастні (2018–2020)
12 січня 2018 року Rise Records опублікували на YouTube кліп на пісню «Stone». Пісня входить до майбутнього альбому.
Six вийшов 16 лютого 2018 року. Деякі треки, як-от "Forever", схожі на сувору версію Deftones або Breaking Benjamin.
14 березня 2018 року відбувся дебют кліпу на пісню «Unstoppable» з альбому Six. Зняв і змонтував відео басист Брендон Стастні. У короткому інтерв’ю гурт розповів про те, як відео було знято в їхньому рідному штаті Мічиган за кілька сотень ярдів від берегової лінії на шельфових льодових утвореннях озера Мічіган, які виникають щозими. День знімання відео був єдиним ясним і сонячним днем у цьому місяці, тому він не міг бути ідеальнішим, пояснили вони.

### Повернення Блема, новий лейбл і однойменний сьомий альбом (2021–дотепер)
19 лютого 2021 року гурт підтвердив, що розпочав запис свого сьомого альбому. 17 червня 2022 року гурт оголосив, що розійшовся з Rise Records і підписав контракт з Arising Empire. 21 червня, після серії тизерів, опублікованих у різних соціальних мережах, гурт оприлюднив перший сингл під назвою «What If» разом із музичним відео. 5 серпня гурт випустив другий сингл під назвою «Sulfate».
6 вересня гурт опублікував третій сингл «Re-Animate» і відповідний кліп. 20 жовтня гурт випустив четвертий сингл «No Heaven» і відеокліп до нього. 19 січня 2023 року відбулася прем’єра п’ятого синглу «Last One Out» із кліпом гурту. У той же час вони офіційно оголосили, що їхній однойменний сьомий студійний альбом вийде 10 березня 2023 року, а також показали обкладинку альбому та трек-лист. Кліп на пісню «Without You» вийшов 10 березня 2023 року, одночасно з релізом альбому.

## Артистизм

### Музичний стиль і прогрес
Інші гурти, схожі на For the Fallen Dreams, включають: A Day to Remember, The Ghost Inside, In Hearts Wake, Fit for a King, A Call to Sincerity та Buried in Verona.
Одна з найпомітніших змін у музичному стилі For the Fallen Dreams відбулася, коли Ділан Ріхтер був головним вокалістом. І третій студійний альбом Back Burner, і четвертий студійний альбом Wasted Youth мали чистіший вокал, ніж попередні альбоми, а їхня музика набула звучання, схожого на A Day to Remember. Ріхтер працював з Джеремі Маккінноном, вокалістом A Day to Remember, над піснею Nightmares, яка увійшла до альбому Relentless 2009 року. Том Денні, колишній гітарист A Day to Remember, займався продюсуванням і зведенням альбомів Back Burner 2011 року та Wasted Youth 2012 року.
У міру розвитку гурту, кількість чистого вокалу зросла. В епоху Ріхтера різко змінилася кількість чистого вокалу в піснях. Back Burner і Wasted Youth включали багато приспівів, де Ріхтер співав чистим вокалом. У той час Гокінг дуже мало виконував бек-вокал, але в 2013 році, з появою Руліга, він узяв мікрофон, і його можна почути в таких треках, як «Emerald Blue», «Bombay», «Amnesia» з-поміж інших в альбомі Heavy Hearts. В альбомі Six 2018 року Гокінг зарекомендував себе як повноправний чистий вокаліст гурту.

### Композиція та ліричний зміст
Композиція
Джим Гокінг — єдиний із засновників For the Fallen Dreams, який залишився в складі. Ендрю Ткачик був основним автором пісень, поки він не залишив гурт у 2011 році та не приєднався до The Ghost Inside; зробивши внесок у Changes (2008) і Relentless (2009). Фірмове звучання FTFD було створено Ткачиком, але їхній стійкий музичний стиль протягом їхньої історії є результатом роботи Гокінга. Ткачик повністю відокремився від гурту в 2011 році, але повернувся до написання пісень, коли в 2013 році повернувся оригінальний вокаліст Чед Руліг. До альбому Heavy Hearts увійшла пісня «Emerald Blue», яку частково написав Ткачик.
Після виходу Ткачика Гокінг і Ріхтер разом працювали над альбомами Back Burner (2011) і Wasted Youth (2012).
Ліричний зміст
Текстовий зміст For the Fallen Dreams залишався послідовним протягом всоєї історії. Тексти пісень як під керівництвом Ріхтера, так і під керівництвом Руліга виражають людський стан, відношення до інших, нестабільність, інтенсивні почуття, пошук сили та втрату віри в людство.

## Склад
Поточний склад 
- Джим Гокінг – соло-гітара (2003–дотепер); чистий вокал (2013–дотепер) ; бек-вокал (2003–2013); ритм-гітара (2004–2005, 2013–2018); бас (2011, 2018–2022)
- Чад Руліг – ведучий вокал (2018–дотепер); екстрім-вокал (2006–2008, 2013–2018); бас (2005)
- Марк Ессес — ударні (2016—дотепер)
- Деймон Остін Тейт — ритм-гітара (2018–дотепер)
- Калан Блем – бас (2011, 2022–дотепер) ; ритм-гітара, бек-вокал (2009–2013)

| Колишні учасники[джерело?] - Аарон Лонг – ведучий вокал (2003–2004) - Ендрю Джул – ведучий вокал (2004–2006) - Ділан Ріхтер – ведучий вокал (2008–2013) - Кріс Крол – ритм-гітара (2003–2004) - Джош Дор – ритм-гітара (2005–2006) - Маркус Морган – ритм-гітара (2006–2007) - Джейсон Спенсер – ритм-гітара (2007–2008) - Кріс Кейн – ритм-гітара (2008–2009) | - Кріс Еш – бас (2003) - Джош Міш – бас (2003–2004) - Пет Хен – бас (2004–2005) - Скотт Спаркс – бас (2005) - Ендрю Біл – бас (2005–2006) - Кріс "Понітейл" Санчез – бас (2006) - Скотт Грін – бас (2006–2007) - Джо Елліс – бас, бек-вокал (2007–2010) - Джеймі Кано – бас, бек-вокал (2010) - Річард Нойперт – бас, бек-вокал (2010–2011) - Джордан Мак-Ферсон – бас, бек-вокал (2011–2012) - Брендон Стастні – бас, бек-вокал (2012–2018) - Ендрю Ткачик – барабани (2003–2011) - Віл Везерлі – барабани (2011) - Ервін Сереті – барабани (2011–2012) - Ділан Шіпі – барабани (2012–2013) - Навід Нагді – барабани (2013–2016) |

Шкала

## Дискографія

### Студійні альбоми
| Changes               | - Вийшов: 1999 - Лейбл: Rise - Формат: CD, цифрове завантаження              | —   | —  | —  | —  | —  |
| Relentless            | - Вийшов: 1981 - Лейбл: Rise - Формат: CD, цифрове завантаження              | —   | 29 | —  | —  | —  |
| Back Burner           | - Вийшов: 1982 - Лейбл: Rise - Формат: CD, цифрове завантаження              | 187 | 4  | 28 | 46 | 10 |
| Wasted Youth          | - Вийшов: 1988 - Лейбл: Artery Recordings - Формат: CD, цифрове завантаження | 176 | 6  | 31 | —  | 16 |
| Heavy Hearts          | - Вийшов: 2006 - Лейбл: Rise - Формат: CD, цифрове завантаження, вініл       | 162 | 3  | 27 | 33 | 12 |
| Six                   | - Вийшов: 2000 - Лейбл: Rise - Формат: CD, цифрове завантаження              | —   | —  | —  | —  | —  |
| For the Fallen Dreams | - Вийшов: 2010 - Лейбл: Arising Empire - Формат: CD, цифрове завантаження    | —   | —  | —  | —  | —  |

### ЕР
| Рік  | Назва                        | Лейбл              |
| 2004 | Dead as the Rest (демо)      | Самостійно виданий |
| 2005 | For the Fallen Dreams (демо) | Самостійно виданий |
| 2007 | New Beginnings               | Самостійно виданий |

### Сингли
| Назва                     | Альбом                | Рік  | Місяць   | Лейбл          |
| ------------------------- | --------------------- | ---- | -------- | -------------- |
| «My Anthem-Like Symphony» | Back Burner           | 2011 | квітень  | Rise Records   |
| «Strange Faces»           | Back Burner           | 2011 | липень   | Rise Records   |
| «Hollow»                  | Wasted Youth          | 2012 | травень  | Artery Records |
| «Substance»               | Non-album single      | 2013 | травень  | Rise Records   |
| «Emerald Blue»            | Heavy Hearts          | 2014 | лютий    | Rise Records   |
| «Stone»                   | Six                   | 2018 | січень   | Rise Records   |
| «Ten Years»               | Six                   | 2018 | лютий    | Rise Records   |
| «What If»                 | For the Fallen Dreams | 2022 | червень  | Arising Empire |
| «Sulfate»                 | For the Fallen Dreams | 2022 | серпень  | Arising Empire |
| «Re-Animate»              | For the Fallen Dreams | 2022 | вересень | Arising Empire |
| «No Heaven»               | For the Fallen Dreams | 2022 | жовтень  | Arising Empire |
| «Last One Out»            | For the Fallen Dreams | 2023 | січень   | Arising Empire |

### Гостьова участь
| Changes (2008)      | «Vengeance» – Кріс Асліп із Suffocate Faster «Falling Down» – Метью Гастінг з MyChildren MyBride   |
| Relentless (2009)   | «Yellow» – Джеремі МакКіннон з «A Day to Remember».                                                |
| Back Burner (2011)  | «Жовтий» – Майк Дуче з Lower Than Atlantis                                                         |
| Heavy Hearts (2014) | «Dream Eater» – Гаррет Репп із The Color Morale «Smelling Salt» – Лендон Тьюерз із The Plot in You |

## Музичні кліпи
| Назва                | Альбом                | Рік  | Місяць   |
| -------------------- | --------------------- | ---- | -------- |
| «The Big Empty»      | Back Burner           | 2011 | травень  |
| «Let Go»             | Back Burner           | 2012 | квітень  |
| «Resolvent Feelings» | Wasted Youth          | 2012 | липень   |
| «Bombay»             | Heavy Hearts          | 2014 | вересень |
| «Stone»              | Six                   | 2018 | січень   |
| «Unstoppable»        | Six                   | 2018 | березень |
| «What If»            | For the Fallen Dreams | 2022 | червень  |
| «Re-Animate»         | For the Fallen Dreams | 2022 | вересень |
| «No Heaven»          | For the Fallen Dreams | 2022 | жовтень  |
| «Last One Out»       | For the Fallen Dreams | 2023 | січень   |
| «Without You»        | For the Fallen Dreams | 2023 | березень |

## Дивись також
- Artery Recordings
- Rise Records